# Styela truncata
Styela truncata är en sjöpungsart som beskrevs av Friedrich Ritter 1901. Styela truncata ingår i släktet Styela och familjen Styelidae. Inga underarter finns listade i Catalogue of Life.